# جان یورک
جان یورک (انگلیسی: John Yorke؛ زادهٔ ۹ ژوئیهٔ ۱۹۶۲) تهیه‌کننده تلویزیونی، و مدیر اجرایی تولید است. وی از سال ۱۹۹۴ میلادی تاکنون مشغول فعالیت بوده‌است.
از فیلم‌ها یا مجموعه‌های تلویزیونی که وی در آن‌ها نقش داشته‌است، می‌توان به اسکینز، ترفندهای نو، مأموران مخفی، شیادها، رابین هود، خیابان، شهر هالبی، تلفات، ازدست‌رفته و ایست‌اندرز اشاره نمود.